# Guntarhal, Devadurga
Guntarhal là một làng thuộc tehsil Devadurga, huyện Raichur, bang Karnataka, Ấn Độ.